# The Hunter (álbum de Mastodon)
The Hunter es el quinto álbum de estudio de la banda estadounidense de heavy metal Mastodon, publicado el 26 de septiembre de 2011 por la discográfica Roadrunner Records en Europa y por Reprise Records en Estados Unidos. En su primera semana, alcanzó el puesto número 19 en el Reino Unido y el décimo lugar en el Billboard 200 estadounidense. Es el primer trabajo de Mastodon a las órdenes de Mike Elizondo, productor de álbumes de Avenged Sevenfold, 50 Cent, Alanis Morissette y Maroon 5. 
Definido por el guitarrista Brent Hinds como "un poco más simple" que sus anteriores trabajos, The Hunter presenta un sonido cercano al del rock de los años 70, "algo así como un Led Zeppelin súper-pesado", según Hinds. Asimismo, en esta ocasión el proceso de composición ha estado un poco más repartido, según el batería Brann Dailor, en oposición a anteriores trabajos en los que el principal motor compositivo había sido Hinds. A este respecto, la canción "Creature Lives" es la primera compuesta y cantada enteramente por Dailor, quien también canta en otros dos temas. Scott Kelly, vocalista del grupo Neurosis, colabora como vocalista invitado en la canción "Spectrelight". El título del álbum es un homenaje a un hermano de Hinds, muerto en una cacería durante la grabación.
Por su parte, la recepción crítica del disco fue mayoritariamente positiva. The Hunter fue descrito como un "punto intermedio entre Blood Mountain y Crack the Skye" y como "el disco más accesible y diáfano que la banda ha compuesto hasta la fecha, al menos en el plano vocal", según el portal musical español Rafabasa. A su vez, en Allmusic se resaltó que "el sonido cada vez más accesible de Mastodon puede que no les dé ningún éxito en un futuro cercano, pero cortes como 'Black Tongue', 'Curl of the Burl' y 'Blasteroid', que van seguidos al comienzo del disco, muestran una disposición a escribir dentro del lado oscuro de los parámetros de la música pop del siglo XXI".

## Lista de canciones
Todas las canciones escritas y compuestas por Mastodon. 
| N.º | Título                           | Voz principal   | Duración |  |
| 1.  | «Black Tongue»                   | Sanders         | 3:27     |  |
| 2.  | «Curl of the Burl»               | Hinds           | 3:40     |  |
| 3.  | «Blasteroid»                     | Sanders, Hinds  | 2:35     |  |
| 4.  | «Stargasm»                       | Sanders, Hinds  | 4:39     |  |
| 5.  | «Octopus Has No Friends»         | Dailor, Sanders | 3:48     |  |
| 6.  | «All the Heavy Lifting»          | Sanders         | 4:31     |  |
| 7.  | «The Hunter»                     | Hinds, Sanders  | 5:17     |  |
| 8.  | «Dry Bone Valley»                | Dailor, Sanders | 3:59     |  |
| 9.  | «Thickening»                     | Hinds, Sanders  | 4:30     |  |
| 10. | «Creature Lives»                 | Dailor, Hinds   | 4:41     |  |
| 11. | «Spectrelight» (con Scott Kelly) | Sanders, Kelly  | 3:09     |  |
| 12. | «Bedazzled Fingernails»          | Sanders         | 3:08     |  |
| 13. | «The Sparrow»                    | Mastodon        | 5:30     |  |

## Créditos
- Troy Sanders – voz principal, bajo
- Brent Hinds – voz principal, guitarra
- Brann Dailor – voz principal, batería, percusión
- Bill Kelliher – guitarra, coros
- Mike Elizondo – productor, mezclador
- Scott Kelly – voz principal y letras adicionales en "Spectrelight"

## Posición en listas de éxitos
| Lista (2011)  | Puesto más alto |
| ------------- | --------------- |
| Hungría       | 20              |
| Reino Unido   | 19              |
| España        | 46              |
| Billboard 200 | 10              |